# 박정 (1962년)
박정(朴釘, 1962년 11월 19일~)은 대한민국의 기업인 출신 정치인이다. 제20·21·22대 국회의원이다. 더불어민주당 소속이다.
1962년 경기도 파주군 아동면에서 태어났고, 금촌초등학교, 문산동중학교, 동인천고등학교를 졸업했다. 중학생 시절 아버지의 사업이 기울어 학업중단 위기에 놓였으나 야간부 장학생으로 공부하였으며, 체육특기생이었다. 서울대학교 학사 이학 석사 과정까지 마치고 유전공학 공부를 위해 유학을 준비했다. 졸업 후 토플영어강사를 한 것이 1994년 교육 사업을 하게 된 계기가 되었고, 박정어학원을 설립하여 유학 준비생들에게 GRE, 토플시험을 강습했다. 시각장애인용 점자 토플 책을 만들기도 했다. 
1996년 큰 재해를 입은 고향 파주에서 홍수손해를 입은 수재민에게 구호물자를 전달하며 수해복구 작업에 직접 참여하면서 고향을 위한 활동을 지속해왔다. 2001년 새마을운동 파주시지회장, 파주시 축구협회 회장을 역임했고, 2003년 파주미래발전연구소를 설립, 파주의  미래발전을 위한 다방면의 연구도 이어갔다. 2007년 중국 샹판대 객좌교수, 2011년 고려대학교 뇌공학연구소 연구교수를 역임했으며, 중국국립우한대학교 객좌교수를 역임하고 있다.
2004년 참여정부 대통령 직속 동북아시대위원회 자문위원으로 활동했으며, 2004년 제17대 국회의원선거 파주시에 열린우리당 후보로 출마했으나 2위로 낙선했다.(득표율 39.53%) 2011년 민주당 교육복지특별위원회 위원장과 정책위원회 부의장을 역임했다. 2012년 제19대 국회의원선거에서 파주을 지역구에 무소속으로 다시 출마했으나 낙선했다. 당시 민주통합당 후보로 공천이 확정되었지만, 공천확정 3시간 만에 파주을 선거구가 야권연대지역으로 결정되면서 일방적으로 공천이 취소되었다. 탈당 후 무소속으로 출마, 이후 공정한 경선을 통해 선거일 하루 전인 4월 10일 다시 야권 단일후보로 선출되었지만, 투표용지가 이미 인쇄되는 등의 이유로 단일화 효과를 거두지 못하고 낙선했다.(당선자와의 표차는 4,980표, 무효표는 6,549표) 이후 계속해서 2012년부터 파주을 지역위원장을 역임해왔으며, 중앙당 국제위원장, 원외 지역위원장협의회 협의회장, 남북교류협력특별위원회 부위원장 등의 정치활동을 이어갔다. 2016년 제20대 국회의원선거에 더불어민주당 후보로 출마, 47.1%를 득표해 5,713표 차로 새누리당 사무총장인 황진하 후보를 꺾고 당선되었다.

## 학력
- 1975년: 금촌국민학교(졸업)
- 1978년: 문산동중학교(졸업)
- 1981년: 동인천고등학교(졸업)
- 1986년: 서울대학교 농과대학(농생물학 학사)
- 1988년: 서울대학교 대학원(미생물학 석사)
- 2011년: 우한 대학 대학원(역사학 박사)

## 경력
- 1994년~2016년 4월: (주)박정어학원 회장
- 2001년~2004년: 안양대학교 교수
- 2004년~2005년: 열린우리당 중앙당 부대변인
- 2004년~2005년: 열린우리당 당의장 정무특보
- 2005년: 중국 국립우한대 객좌교수
- 2005년~2008년: 대통령 직속 동북아시아대위원회 자문위원
- 2007년~2010년: 중국 샹판대학교 객좌교수
- 2011년~2012년: 고려대학교 뇌공학연구소 연구교수
- 2011년: 민주당 중앙당 교육복지특별위원회 위원장
- 2011년: 민주당 중앙당 정책위원회 부의장
- 2011년~: 서울대학교 파주/고양지부 총동문회 회장
- 2012년~: 민주통합당→민주당→새정치민주연합→더불어민주당 경기도당 파주시 을 지역위원회 위원장
- 2013년 6월~2015년 3월: 민주당→새정치민주연합 국제위원회 위원장
- 2015년 4월~2016년 4월: 새정치민주연합→더불어민주당 원외지역위원장협의회 협의회장
- 2015년 11월~2016년 4월: 새정치민주연합→더불어민주당 남북교류협력특별위원회 부위원장
- 2016년 4월 13일: 대한민국 제20대 국회의원 선거 당선(경기 파주시 을, 더불어민주당, 초선)
- 2016년 5월~2017년 5월: 더불어민주당 원내부대표
- 2016년 5월~2017년 5월: 더불어민주당 청년일자리TF 간사
- 2016년 11월~2018년 8월: 더불어민주당 경기도당 을지키는민생실천위원장
- 2016년 11월~2018년 8월: 더불어민주당 경기도당 수석부위원장
- 2017년 4월~2017년 5월: 제19대 대통령선거 더불어민주당 문재인후보 중앙선거대책위원회 총괄부본부장
- 2017년 5월~2017년 8월: 더불어민주당 100일 민생상황실 일자리창출팀 팀장
- 2018년 1월~: 더불어민주당 혁신성장추진위원회 간사
- 2018년 10월~2019년 5월: 더불어민주당 정책위원회 상임부의장
- 2018년 10월~: 더불어민주당 동북아평화협력특별위원회 위원
- 2018년 10월~: 더불어민주당 지방혁신균형발전추진단 접경지역분과위원회 추진위원
- 2018년 11월~: 더불어민주당 한반도경제통일교류특별위원회 간사
- 2018년 12월~: 더불어민주당 당현대화추진특별위원회 위원
- 2019년 3월~: 더불어민주당 상생형지역일자리특별위원회 위원
- 2020년 4월 15일 대한민국 제21대 국회의원 선거 당선(경기 파주시 을, 더불어민주당, 재선)
- 2020년 8월~2022년 8월: 더불어민주당 경기도당 위원장
- 2021년 1월~2021년 5월: 더불어민주당 중앙당 선거관리위원회 위원
- 2021년 5월~2022년 3월: 더불어민주당 정책위원회 제7정책조정위원장
- 2021년 5월~: 더불어민주당 미디어혁신특별위원회 위원
- 사단법인 훈민정음기념사업회 고문
- 2023년 2월~: 더불어민주당 기본사회위원회 부위원장
- 2024년 4월 10일 대한민국 제22대 국회의원 선거 당선(경기 파주시 을, 더불어민주당, 3선)

### 의정 활동
- 2016년 5월 30일~2020년 5월 29일: 제20대 국회의원(경기 파주시 을, 더불어민주당, 초선)
  - 2016년 6월~2017년 7월: 제20대 국회 전반기 산업통상자원위원회 위원
  - 2016년 7월~2017년 7월: 제20대 국회 미래일자리특별위원회 위원
  - 2017년 7월~2018년 5월: 제20대 국회 전반기 산업통상자원중소벤처기업위원회 위원
  - 2017년 12월~2018년 5월: 제20대 국회 청년미래특별위원회 위원
  - 2018년 7월~2019년 7월: 제20대 국회 후반기 산업통상자원중소벤처기업위원회 위원
  - 2018년 10월~2019년 6월: 제20대 국회 후반기 윤리특별위원회 위원
  - 2019년 7월~2019년 10월: 제20대 국회 후반기 외교통일위원회 위원
  - 2019년 10월~2020년 5월: 제20대 국회 후반기 외교통일위원회 간사
- 2020년 5월 30일~2024년 5월 29일 : 제21대 국회의원(경기 파주시 을, 더불어민주당, 재선)
  - 2020년 6월~2022년 5월: 제21대 국회 전반기 문화체육관광위원회 간사
  - 2020년 9월~2022년 5월: 제21대 국회 전반기 문화체육관광위원회 체육관광법안심사소위원회 위원장
  - 2022년 7월~2023년 6월: 제21대 국회 후반기 외교통일위원회 위원
  - 2022년 7월~2023년 5월: 제21대 국회 후반기 예산결산특별위원회 간사
  - 2023년 6월~2024년 5월 : 제21대 국회 후반기 환경노동위원회 위원장
- 2024년 5월 30일~: 제22대 국회의원(경기 파주시 을, 더불어민주당, 3선)
  - 2024년 6월~: 제22대 국회 전반기 환경노동위원회 위원
  - 2024년 6월~2025년 6월: 제22대 국회 전반기 예산결산특별위원회 위원장

## 역대 선거 결과
|  | 39.53% |

|  | 46.21% |

|  | 47.10% |

|  | 54.30% |

|  | 54.83% |

## 저서
- iBT 박정 TOEFL INSIGHT SPEAKING(박정 토플 인사이트 스피킹) - 두산동아(2006. 11. 30.) 외 다수
- 더 큰세계를 보려고(박정 교수의 시사 에세이) - 토마토(2010. 12. 20.)
- 박정의 사람, 꿈, 희망 - TOMATO(2011. 12. 1.)
- 4생결단 코리아(거인의 귀환 들끓는 동북아) - 책보세(2014. 6. 23.)

## 전과
- 저작권법위반: 벌금 500만원 - 1998년 1월 30일 선고[2]
- 도로교통법위반: 벌금 100만원 - 1997년 5월 29일 선고[2]

## 소속 정당
| 소속 정당 | 소속 정당      | 소속 기간 | 비고      |
| --------- | -------------- | --------- | --------- |
|           | 열린우리당     | 2004~2007 | 정계 입문 |
|           | 대통합민주신당 | 2007~2008 | 합당      |
|           | 통합민주당     | 2008      | 합당      |
|           | 민주당         | 2008~2011 | 당명 변경 |
|           | 민주통합당     | 2011~2012 | 합당      |
|           | 무소속         | 2012      | 탈당      |
|           | 민주통합당     | 2012~2013 | 복당      |
|           | 민주당         | 2013~2014 | 당명 변경 |
|           | 새정치민주연합 | 2014~2015 | 합당      |
|           | 더불어민주당   | 2015~현재 | 당명 변경 |

## 같이 보기
- 파주시 을
- 파주시의 국회의원